# Dídac Vilà
Dídac Vilà Rosselló (* 9. Juni 1989 in Mataró) ist ein spanischer ehemaliger Fußballspieler, der zuletzt bei Espanyol Barcelona unter Vertrag stand.

## Karriere

### Verein
Dídac Vilà begann im Alter von zehn Jahren für die Jugend von Espanyol Barcelona zu spielen. Zuvor spielte er ein Jahr in seiner Heimatstadt bei CE Mataró. Von 2008 bis 2009 spielte er für die B-Mannschaft von Espanyol und gewann mit dieser auch die Tercera División 2008/09. Am 30. Januar 2010 gab er gegen Athletic Bilbao sein Ligadebüt. Bis zum Ende der Saison 2009/10 kam er auf elf Ligaspiele. In der Winterpause der Saison 2010/11 wechselte er für vier Millionen Euro zum AC Mailand. Nach einem einzigen Ligaspieleinsatz am letzten Spieltag der Saison gegen Udinese Calcio wurde er im Juni 2011 an seinen alten Klub Espanyol Barcelona ausgeliehen.
Zur Saison 2013/14 wechselte Vilà auf Leihbasis zu Betis Sevilla.
Zur Saison 2015/15 wurde Vilà erneut für ein Jahr an SD Eibar verliehen.
Nach seiner dritten Rückkehr nach Mailand und dem Vertragsende 2015 wechselte Vilà nach Griechenland zu AEK Athen.
Im August 2017 wechselte er nach Spanien zu Espanyol Barcelona und blieb bis 2022.

### Nationalmannschaft
Dídac Vilà nahm 2009 mit der spanischen U-20-Nationalmannschaft an der U-20-Fußball-Weltmeisterschaft teil. Nachdem man gegen Venezuela, Nigeria und Tahiti souverän das Achtelfinale erreicht hatte, verlor Spanien dort allerdings mit 1:3 gegen Italien. Vilà kam nur im Gruppenspiel gegen Venezuela zum Einsatz. Mit der U-21-Nationalmannschaft gelang ihm dafür der Gewinn der U-21-Fußball-Europameisterschaft 2011.

## Erfolge
- Tercera División: 2008/09
- Meister der Serie A 2010/11
- Griechischer Pokalsieger: 2016
- U-21-Fußball-Europameisterschaft 2011
- Fußballturnier der Mittelmeerspiele 2009